# 孟子正義
《孟子正義》為焦循（里堂，1763–1820）所編著。近代學者梁啟超（1873–1929）認為此書乃清代經書注疏之模範，其價值更屬「永永不朽」。

## 寫作動機
據焦循自述，其弱冠好讀《孟子》，立志為《正義》。但因世務所阻，故「輟而不為」。期後，焦循有鑑歷代《孟子》僅守一家注本，未能兼綜博采，故希望能「破孔賈之藩籬，突徐楊之門戶」。此外，焦循亦深感《孟子》偽孫奭疏「體例踳駁，徵引陋略乖舛，文義冗蔓俚鄙」，故於嘉慶二十一年（1816年），與其子焦廷琥編撰《孟子正義》，以補前人之闕。

## 編撰過程
於嘉慶二十一年（1816年）冬天，里堂父子已開始準備編撰《孟子正義》。二人先以近兩年時間，博採歷代有關《孟子》及趙注之論述，編次為《孟子長編》三十卷。其後，再根據《長編》，刪繁補缺，於嘉慶二十四年（1819年）七月，草成《孟子正義》三十卷。
但在翌年七月，里堂舊病復作，故於《孟子正義》的校謄、編訂上，僅能手錄其中十二卷。里堂離世後，焦廷琥秉承父志，繼續《孟子正義》之校對、謄錄工作。惜半年有餘，於道光元年（1821年）二月，廷琥亦以病終。
终於道光五年（1825年），由焦循之弟焦徵將《孟子正義》付梓完成。

## 傳世版本
- 《焦氏叢書》本，清道光元年（1821年）刻。
- 稿本，南京圖書館藏。
- 《皇清經解》本，清道光9年（1829年），廣東學海堂刻。
- 清道光刻本，謝章鋌校，福建省圖書館藏。
- 《焦氏遺書》本，清光緒2年（1876年）衡陽魏氏刻。
- 《孟子正義》點校本，1987年北京中華書局出版。

## 外部連結
- 孟子正義（页面存档备份，存于） 掃瞄版 － 中國哲學書電子化計劃